# Fysisk person
Fysisk person är en juridisk term för en person eller individ i egentlig mening, en människa, till skillnad från en juridisk person som exempelvis kan utgöras av ett företag, en förening eller en fysisk persons dödsbo. Motsatsbegreppet till personer – både fysiska och juridiska – är saker. En fysisk person är ett rättssubjekt, och kan alltså, åtminstone om den är myndig, både förvärva sig juridiska rättigheter och ikläda sig juridiska skyldigheter.
Privatperson har ungefär samma betydelse som fysisk person, men används ofta för att särskilja personen från eventuella titlar eller roller som denna också har. Privatpersonen (jämför privatlivets helgd) Anders är således inte samma sak som Dr. Anders.